# 나카요시 유지
나카요시 유지(일본어: 中吉 裕司, 1972년 9월 4일 ~ )는 일본의 전 축구 선수이다.

## 구단 경력
과거 콘사돌레 삿포로, 오이타 트리니타에서 활동하였다.